# Phaonia paradecussata
Phaonia paradecussata är en tvåvingeart som beskrevs av Willi Hennig 1963. Phaonia paradecussata ingår i släktet Phaonia och familjen husflugor. Inga underarter finns listade i Catalogue of Life.